# 더 토큰스

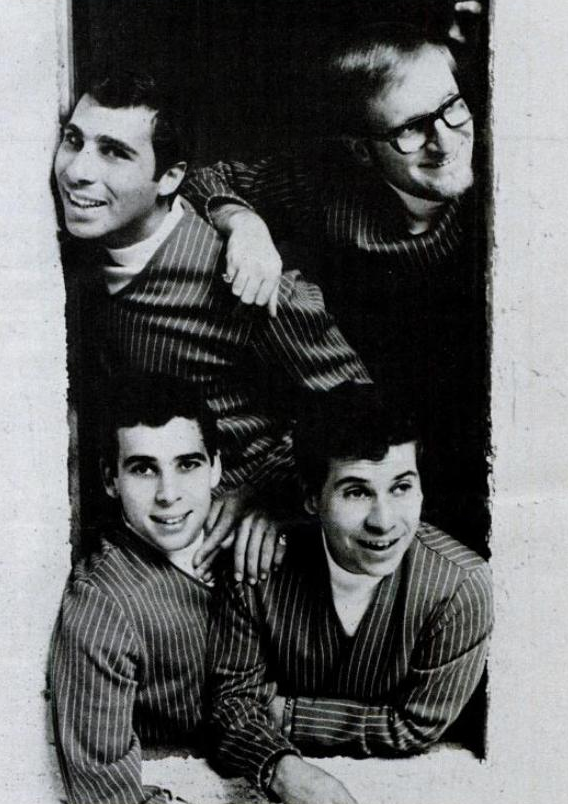

더 토큰스(The Tokens)는 미국의 남성 두왑 보컬그룹이다. 〈The Lion Sleeps Tonight〉이 더 토큰스의 1961년 발표곡이다.

## 같이 보기
- 쳇 앳킨스
- 솔로몬 린다